# Anthenea crassa
Anthenea crassa är en sjöstjärneart som beskrevs av Hubert Lyman Clark 1938. Anthenea crassa ingår i släktet Anthenea och familjen Oreasteridae. Inga underarter finns listade i Catalogue of Life.